# Aptera
Aptera (Grieks: Ἄπτερα of Ἄπταρα) is een archeologische plaats aan de baai van Souda vlak bij het dorp Megala Chorafia op West-Kreta. Het was een machtige stadstaat gedurende de Minoïsche beschaving en de Hellenistische periode. Aptera is ontstaan in de 8e eeuw v.Chr en is nu een ruïne en ligt op een heuvel op een hoogte van 230 meter. Aptera kijkt uit over de baai van Souda  en ligt ongeveer 15 km ten oosten van het huidige Chania. Het beeld van het huidige Aptera wordt bepaald door een nabijgelegen Turks fort.

## Historie
Aptera bereikte zijn hoogtepunt in de Hellenistische periode en heeft een strategische positie omdat de gehele baai van Souda is te overzien. De stad had twee havens: Minoa en Kissamos. Dit  Kissamos dient niet te worden verward met het huidige Kissamos.  Het toenmalige Kissamos was waarschijnlijk gelegen bij Kalives of Kalami en Minoa was waarschijnlijk gesitueerd bij de noordelijk ingang van de baai van Souda. De stad sloeg zijn eigen zilveren munten. Er zijn verschillende soorten van deze munten gevonden. Op sommige munten staat het hoofd van of Zeus of een vrouwspersoon afgebeeld en op de ander kant een bewapende soldaat. Op ander munten staat een afbeelding van het hoofd van de goden  Hermes of Apollo met op de andere zijde een boogschutter en de woorden Victorie voor Aptera. Ook tijdens de Romeinse periode en de vroeg-Byzantijnse periode  bleef Aptera een belangrijke stad. De Arabieren hebben in 823 de stad uiteindelijk verwoest. In de 11e eeuw hebben de Venetianen aan de westelijke kant van Aptera een fort gebouwd wat in 1583 verwoest is door Khair ad Din, die ook bekend is onder de bijnaam Barbarossa.

## Turks fort
Aan de westelijke rand van Aptera staat een in 1866–1867, tijdens de Kretenzische Opstand van 1866 tot 1869, door de Turken gerestaureerd fort dat uitkijkt over de baai van Souda. Hiervoor gebruikte de Turken de fundamenten van het verwoeste Venetiaanse fort. Voor de herbouw werden materialen van de oude stad gebruikt. Het fort heet Koules (de Turkse Toren, het Turkse Fort).

## Overzicht van de ruïne van Aptera
De restanten van :
- Een tempel van Eileithyia, een vruchtbaarheidsgodin.
- Een Dorische tempel die in 1958 is ontdekt.
- Een tempel van Apollo.
- Een Demeter tempel uit het begin van 1e eeuw voor Christus
- Een grote  Romeins Cistern, een Romeins theater en Romeinse baden.
- Verschillende huizen uit de vroeg-Byzantijnse periode.
- Het klooster van Agios Ioannis Theologos uit de 12e eeuw.

## Afbeeldingen

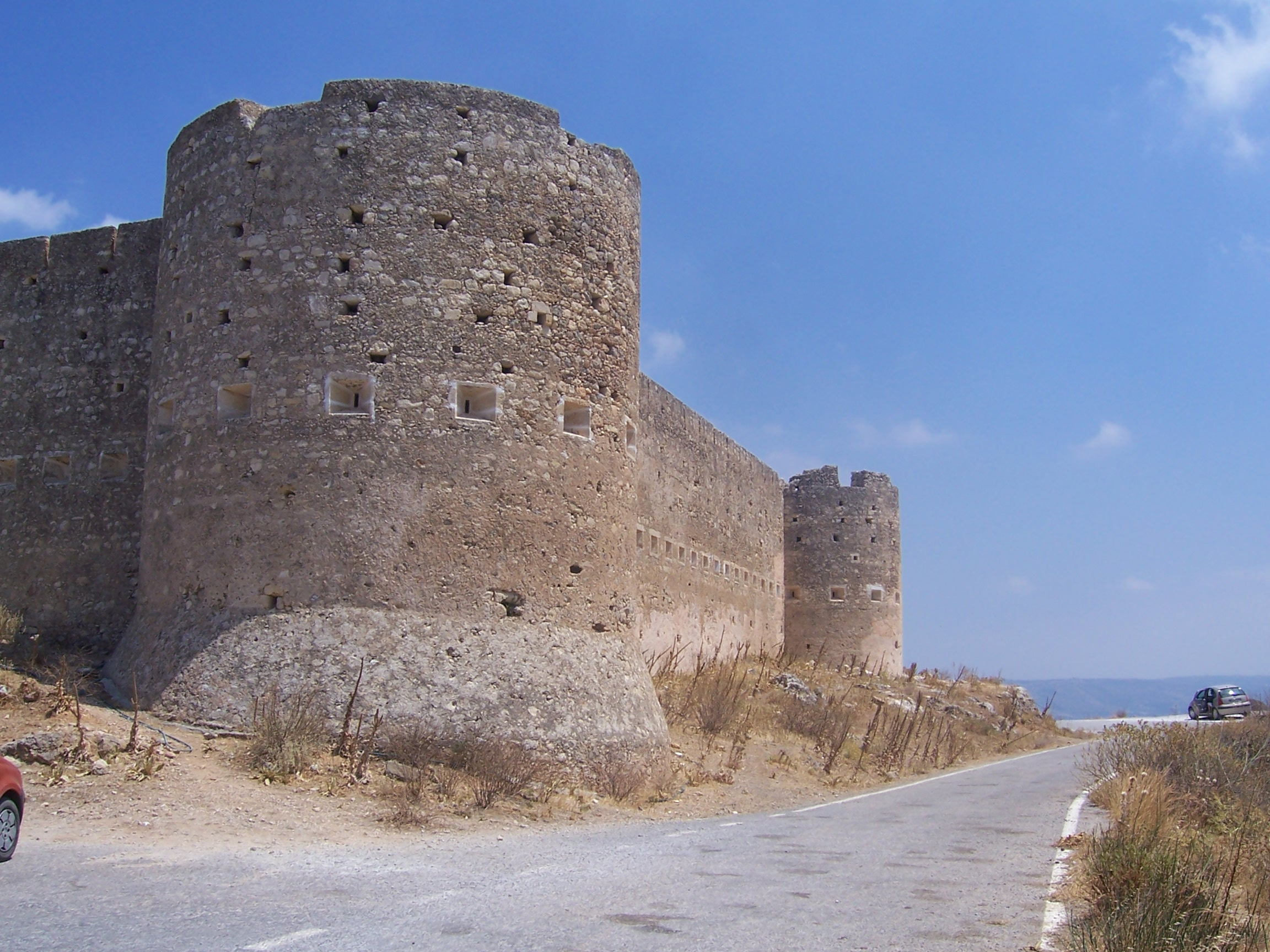
Het Turkse fort.
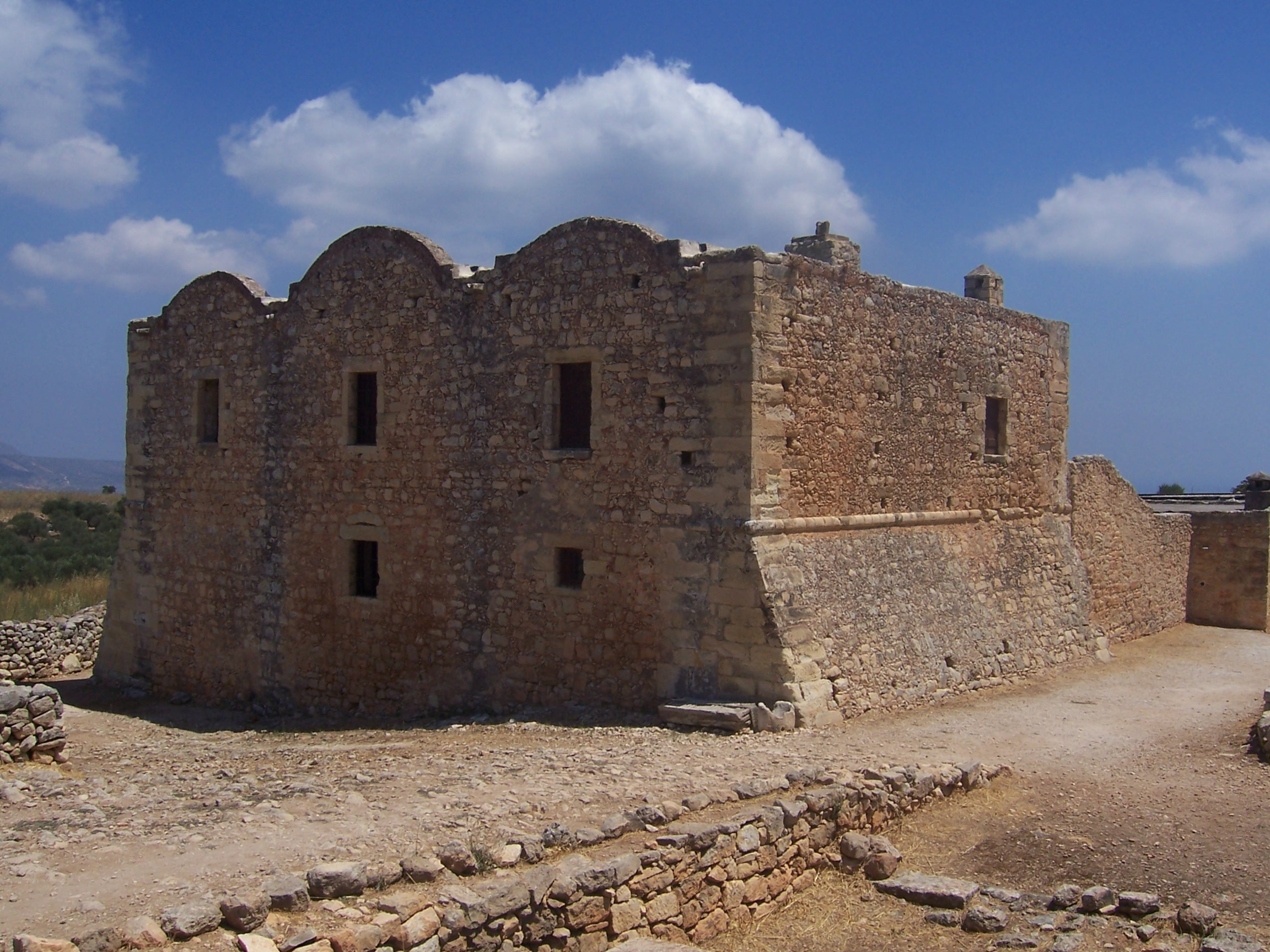
Het klooster van Agios Ioannis Theologos.
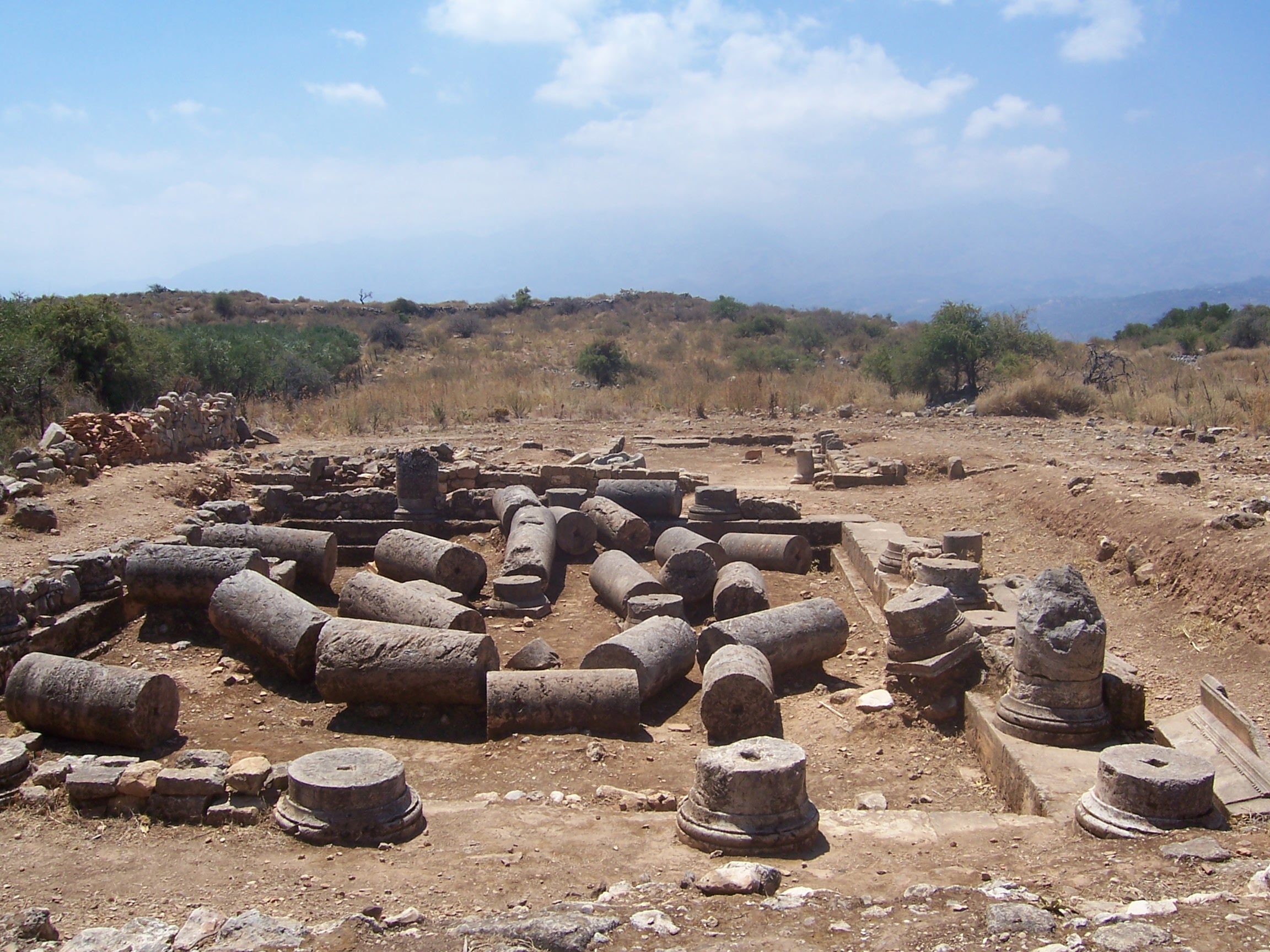
Een huis uit de vroeg-Byzantijnse periode.
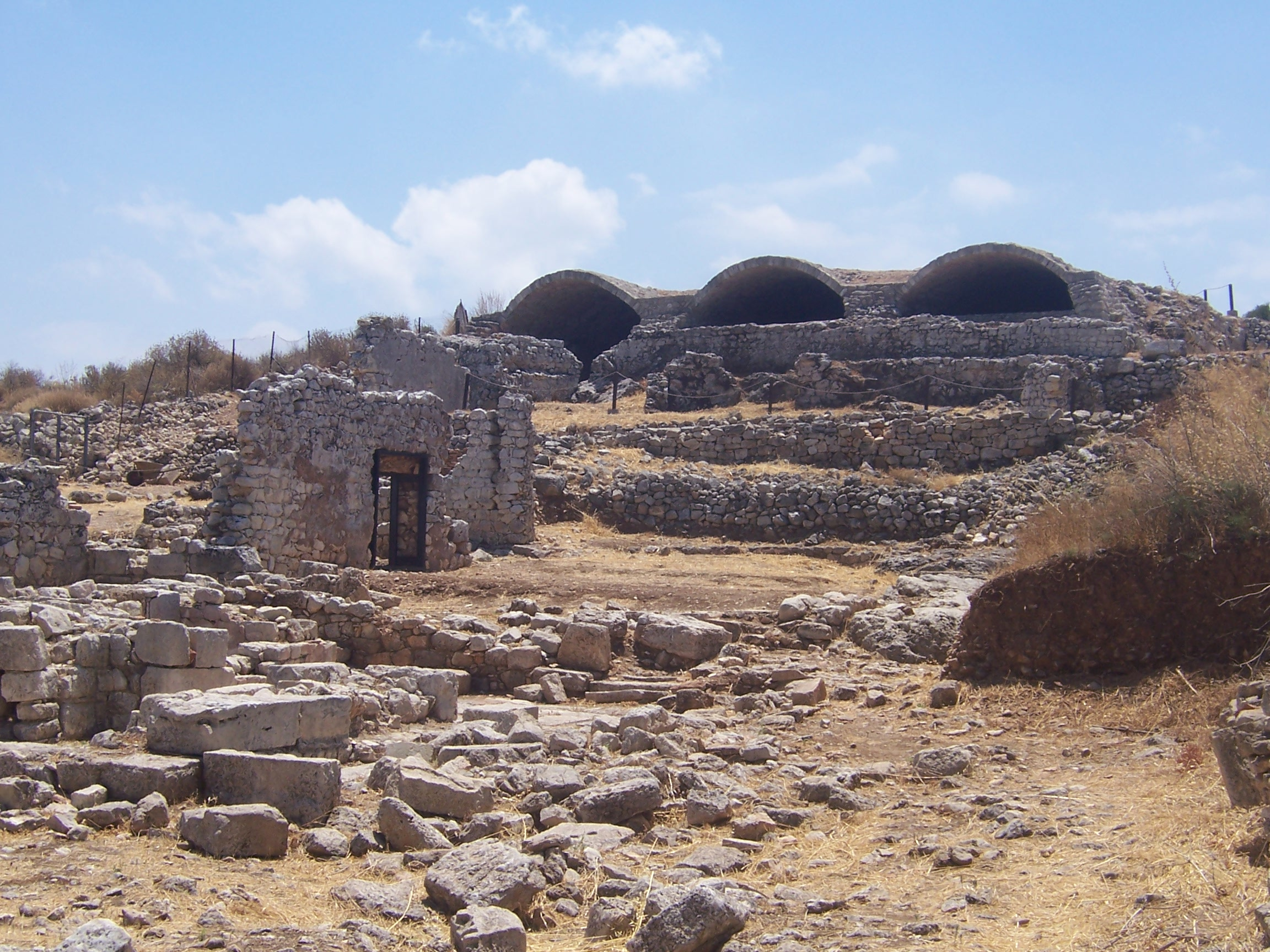
Romeinse baden.